# Ophrys lupiae
Ophrys lupiae là một loài thực vật có hoa trong họ Lan. Loài này được O.Danesch & E.Danesch mô tả khoa học đầu tiên năm 1972.